# 優子がゼッタイ!
『優子がゼッタイ! 〜流行発信研究所〜』（ゆうこがゼッタイ りゅうこうはっしんけんきゅうじょ）は、2005年3月1日（2月28日深夜）から2006年3月28日（3月27日深夜）まで中京テレビで放送されていたバラエティ番組である。京楽産業（現・京楽産業.）グループの単独提供。全55回。

## 概要
小倉優子が共演者たちとともにサンシャイン栄で様々なバラエティ企画を繰り広げていた深夜番組である。スタジオパートの収録に使用していたのは、当時サンシャイン栄の3階にあった飲食店「STUDIO CAFE soy-ya」で、この店に観覧希望者たちを招いての公開収録を実施していた。収録は、各回放送日前週の火曜14時から行われていた。
2005年12月まで主軸にしていた企画は「流行発信」で、「流行発信研究所の所長」である小倉が「秘書」の宇恵さやかと「本部長」の柳沢慎吾とともに、世間で流行しそうな面白い遊びを研究するという体で進行していた。具体的には、視聴者に仲間内で流行っている遊びや自分の中だけで流行っているマイブームの物、世間に広めたいと思っている物について投稿募集を掛け、それらを「営業」担当のお笑いコンビと「ゼッタイガール」と呼ばれるアイドルの卵たちがスタジオで小倉にプレゼンテーションするというものだった。小倉は、その遊びが実際に世間で流行しそうかどうかを判定する役割を担っていた。
またこれとは別に、ゼッタイガールたちが毎回パチンコで勝負するコーナーも設けていた。このコーナーで最初に当たりを出した者には、視聴者プレゼントの告知を担当できる（すなわち、その間テレビカメラを独占できる）という特典が用意されていた。番組のラストでは、レギュラー陣全員で小倉の猫の手招きポーズ「ばいにゃ〜ん」を真似して締めるのが恒例になっていた。
番組はその後、2005年末に小倉が来年の抱負に「マジックをやりたい」と発言したのを受け、2006年1月以降はマジックを中心とする構成を取るようになった。以来、ゲストには毎回手品師たちを招き、彼らによるマジック対決企画を実施するようになった。また、小倉たちレギュラー陣は彼らからマジックを教えてもらい、それらをスタジオで披露していた。最終回では、その集大成として「Yuko Ogura Presents MAGIC SHOW」を開催した。

## 放送時間
いずれも日本標準時、基本時間のみを掲載。2005年3月22日（3月21日深夜）から同年4月19日（4月18日深夜）までは春の改編期ということもあり、放送開始時刻の混乱が見られた。
- 火曜 0:50 - 1:20 （月曜深夜：2005年3月1日 - 2005年3月29日）
- 火曜 0:20 - 0:50 （月曜深夜：2005年4月5日 - 2006年3月28日） - ミニ番組『さんまの毎日サッカー』の放送期間中には24:30から放送。

## 出演者
- 小倉優子 - 所長役で出演。
- 宇恵さやか - 秘書役で出演。
- 柳沢慎吾 - 本部長役で出演。
- ゲストのお笑いコンビ - 営業役で出演。
- ゼッタイガール（エッグアイドル） - 各種補佐業務を担当。

## スタッフ
- ナレーター：磯部悦子[1]（当時中京テレビアナウンサー）
- 協力：STUDIO CAFE soy-ya、グレイ ワールドワイド
- 制作協力：コックスプロジェクト
- 製作著作：中京テレビ